# Montagny-Sainte-Félicité
Montagny-Sainte-Félicité is een gemeente in het Franse departement Oise (regio Hauts-de-France) en telt 411 inwoners (2004). De plaats maakt deel uit van het arrondissement Senlis.

## Geografie
De oppervlakte van Montagny-Sainte-Félicité bedraagt 5,7 km², de bevolkingsdichtheid is 72,1 inwoners per km².
De onderstaande kaart toont de ligging van Montagny-Sainte-Félicité met de belangrijkste infrastructuur en aangrenzende gemeenten.

## Demografie
Onderstaande figuur toont het verloop van het inwonertal (bron: INSEE-tellingen).